# Eline Hansson
Eline Hansson, född i Oppegårds kommun, Norge, är en svensk-norsk skådespelare och regissör. Hon har arbetat med flera produktioner inom film, TV och teater. 
Hansson är utbildad vid Sydney Film School (2017-2018) där hon fokuserade på regi och manusförfattande. Hon fortsatte sina studier vid Calle Flygare Teaterskola i Stockholm (2021-2023)

## Karriär
Hansson har arbetat i en rad olika produktioner inom film, TV och teater. Några av hennes roller inkluderar:

### Film
- Ett ärligt liv (2024) som universitetsflicka [2]
- Sanningen (2023) som Alex hyresgäst [3]
- Dies Caligo (2022) som Helene [4]
- Jakten på en mördare (2020) som flickvän [5]

### Teater
- En midsommarnattsdröm (2022) där hon spelade Hermia[källa behövs]

Eline har även medverkat i reklamfilmer och gjort voice-over arbete för olika projekt 

## Regi och manusförfattande
Hansson har även etablerat sig som regissör och manusförfattare. Några av hennes verk inkluderar kortfilmerna Det Nakna  och Min Tur , som har fått priser på olika internationella filmfestivaler. Hon har även regisserat dokumentären Come Home som vann pris för bästa dokumentär på Sydney Film Festival. Hon har bland annat jobbat som 3rd assistant director på filmen Jag är Zlatan 

## Utmärkelser och nomineringar
Hansson har mottagit flera utmärkelser för sitt arbete inom filmindustrin, inklusive:
- Bästa film på Guldmisteln Västerås för "Det Nakna" [källa behövs]
- Honorable mention på London International Monthly Film Festival för "Min Tur" [källa behövs]
- Bästa dokumentär på Sydney Film Festival för "Come Home" [10] [källa behövs]